# Beinheim

Beinheim este o comună în departamentul Bas-Rhin, Franța. În 1 ianuarie 2022 avea o populație de 1.904 de locuitori.